# Katedra Świętego Józefa w Lipawie
Katedra Świętego Józefa (łot. Svētā Jāzepa katedrālē) – katedra w Lipawie, główna świątynia diecezji lipawskiej kościoła rzymskokatolickiego na Łotwie. Została wybudowana latach 1894–1900.
Przy jej budowie wykorzystano fragment wcześniejszego kościoła konsekrowanego w 1762 roku.